# Kjell Brutscheidt
Kjell Brutscheidt (geboren am 23. April 1996 in Düsseldorf) ist ein deutscher Theater- und Fernseh-Schauspieler.

## Leben
Kjell Brutscheidt hatte zur Schulzeit einen Gastvertrag am Düsseldorfer Schauspielhaus für das Crossover-Projekt Väter und Söhne.
Seine Schauspielausbildung erhielt er 2014 bis 2018 an der Theaterakademie August Everding, sein erstes Festengagement führte ihn in der Spielzeit 2019/2020 an das Theater Bielefeld. Dort war er Teil des ersten spartenübergreifenden Studios und arbeitete in Oper, Spiel und Tanz.
Neben seiner Tätigkeit für Theater und Oper ist Brutscheidt seit 2020 für Film und Fernsehen tätig.
Unter anderem spielte er 2022 im Kinofilm Der junge Häuptling Winnetou den Räuber Foley und in der Fernsehreihe Sarah Kohr gemeinsam mit Lasse Myhr ein gewalttätiges Brüderpaar, das sich einem Verschwörungserzähler anschließt. Im gleichen Jahr drehte er für die Lionsgate-Produktion Die Tribute von Panem – The Ballad of Songbirds and Snakes.
Brutscheidt lebt als freier Schauspieler in München.

## Theater (Auswahl)
- 2012: Väter und Söhne, Regie: Frank Abt, Schauspielhaus Düsseldorf
- 2016: Die Räuber, Regie: Ulrich Rasche, Residenztheater München
- 2018: Shakespeare in Love, Regie: Antoine Uitdehaag, Bad Hersfelder Festspiele
- 2019: Die Räuber, Regie: Francis Hüsers, Theater Hagen
- 2019: Gläserne Bienen, Regie: Jacqueline Reddington, Münchner Kammerspiele
- 2019: Aida, Regie: Nadja Loschky, Theater Bielefeld
- 2020: Text, Regie: Dariusch Yadzkhasti, Theater Bielefeld
- 2020: Der verwunschene Märchenwald, Regie: Dariusch Yazdkhasti, Theater Bielefeld
- 2020: Alice im Wunderland, Regie: Nadja Loschky, Opernhaus Zürich
- 2022: HALLO – ganz befreit vom Käthchen von Heilbronn, Regie: Anna Malena Große, Bayerische Theaterakademie
- 2023: Hamlet, Regie: Nadja Loschky, Komische Oper Berlin
- 2024: Früchte des Zorns, Regie: Max Lindemann, Münchner Volkstheater
- 2025: Alice im Wunderland, Regie: Nadja Loschky, Theater Bielefeld

## Filmografie (Auswahl)
- 2020: Spreewaldkrimi (Fernsehreihe) – Totentanz
- 2020: Der junge Häuptling Winnetou
- 2021: Polizeiruf 110: Hildes Erbe
- 2022: In aller Freundschaft (Fernsehserie, Folge 971: Katastrophenalarm)
- 2022: Sarah Kohr – Irrlichter
- 2023: Die Tribute von Panem – The Ballad of Songbirds and Snakes (The Hunger Games: The Ballad of Songbirds and Snakes)
- 2024: Pauline (Fernsehserie)

## Hörspiele
- 2018: Helga Pogatschar, Josef Bairlein: Welt fällt runter, Realisation: Helga Pogatschar und Josef Bairlein, Ars acustica, Bayerischer Rundfunk